# Kirkdale Kirk

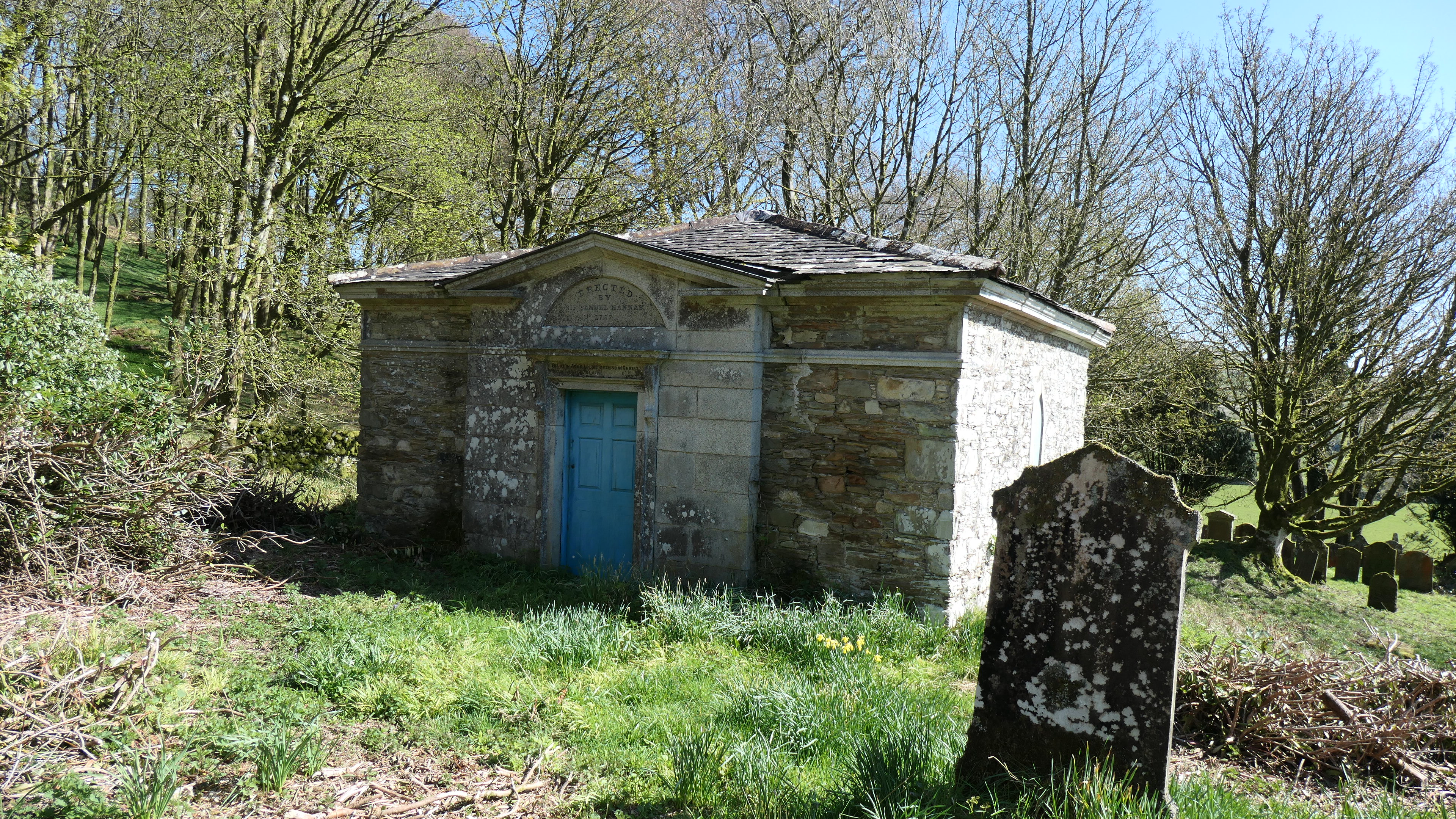
Kirkdale Kirk

Die Kirkdale Kirk, auch Kirkdale Church, ist eine Kirchenruine nahe der schottischen Ortschaft Carsluith in der Council Area Dumfries and Galloway. 1971 wurde das Bauwerk in die schottischen Denkmallisten in der höchsten Denkmalkategorie A aufgenommen. Des Weiteren ist es zusammen mit Kirkdale House, dessen Stallungen sowie der Kirkdale Bridge Teil eines Denkmalensembles der Kategorie A.

## Beschreibung
Das Bauwerk liegt weitgehend isoliert rund 2,5 km östlich von Carsluith. Vermutlich wurde es im frühen 18. Jahrhundert erbaut. Heute sind nur noch efeubewachsene Fragmente des rund 1,1 m mächtigen Bruchsteinmauerwerks erhalten. Am besten erhalten ist ein 2,8 m hohes Fragment der Nordfassade. Die Innenfläche der Kirche beträgt 19,9 m × 8,1 m. An der Südostseite ist eine 8,3 m × 5,6 m messende Grablege abgegrenzt. Auf dem umgebenden Friedhof sind zahlreiche guterhaltene Grabstätten aus dem 18. und 19. Jahrhundert erhalten. Manche sind aufwändig mit gusseisernen Zäunen abgegrenzt.
Im westlichen Teil des Friedhofs ist ein Mausoleum hervorzuheben, das zusammen mit der Kirchenruine unter Denkmalschutz steht. Das Bauwerk weist einen quadratischen Grundriss auf. Sein Mauerwerk besteht aus Bruchstein, wobei der Eingangsbereich mit poliertem Granit abgesetzt ist. Die Türe schließt mit einem bekrönenden Gesimse auf Kragsteinen. In den Türsturz ist die Inschrift FOR AS IN ADAM ALL DIE, EVEN SO IN CHRIST SHALL BE MADE ALIVE graviert. Darüber ist eine halbkreisförmige Sandsteintafel mit der Inschrift ERECTED BY SIR SAMUEL HANNAY 1787 eingesetzt. Die Tafel ist möglicherweise späteren Datums und wurde in die Aussparung eines ehemaligen Kämpferfensters eingelassen. An den Seitenfassaden befindet sich je ein Spitzbogenfenster. Unterhalb des flachen, schiefergedeckten Pyramidendaches läuft ein gekehltes Kranzgesimse um.